# Артём (город)
Артём (также Артем) — город в Приморском крае. Расположен в долине реки Кневичанки в 38 км к северо-востоку от центра Владивостока. Административный центр Артёмовского городского округа. Является частью Владивостокской агломерации.
Население — 108 274 человек (2025).
В прошлом — крупнейший центр Дальнего Востока по добыче угля (последняя шахта была закрыта в 2000 году). В настоящее время город переживает новый этап производственного развития, связанный с открытием транспортно-логистических комплексов и новых промышленных производств, таких как сборка автомобилей, производство строительных материалов и бытовой химии, деревообработка, производство продуктов питания. Также активно развиваются фермерские хозяйства на сельских территориях городского округа.
Стоит на торговых путях из России и северо-восточного Китая в страны Азиатско-Тихоокеанского региона. Является одним из главных транспортных узлов Приморского края. Входит в Свободный порт Владивосток.
На территории Артёма расположен международный аэропорт Владивосток.
Имеет выход к Амурскому и Уссурийскому заливам Японского моря. Созданы туристско-рекреационный кластер «Приморское кольцо», игорная зона «Приморье» и горнолыжный центр «Синяя сопка».

## Этимология
Назван в честь революционера Фёдора Андреевича Сергеева, более известного как «товарищ Артём», основателя и главы Донецко-Криворожской советской республики, близкого друга Сергея Кирова и Иосифа Сталина.

## История
Первыми переселенцами были жители западных губерний России. Одним из них был герой русско-японской войны, уроженец города Борисова Минской губернии Григорий Захарович Ходосевич, основавший на месте будущего города свой хутор в 1908 году.
В 1913 году, в районе 9-й версты железнодорожной ветки, владивостокским предпринимателем Леонтием Скидельским были открыты угольные залежи, на которых заложил три шахты и несколько шурфов. Строительство угольных предприятий велось на топкой почве — зыбунах, — место стало называться Зыбунные копи.
Посёлок при Зыбунных копях положил начало городу. В 1924 году ему присвоено имя в честь председателя Центрального комитета Всероссийского союза работников горнорудной промышленности Фёдора Сергеева (Артёма). 13 декабря 1930 года постановлением Президиума Далькрайисполкома рабочий посёлок имени Артёма выделен из состава Шкотовского района в непосредственное подчинение Далькрайисполкома.
В 1936 году была введена в эксплуатацию Артёмовская ГРЭС. 26 октября 1938 года посёлку имени Артёма был присвоен статус города. Артём стал важнейшим центром угледобычи и энергетики Приморского края. Помимо этого в городе были построены ЖБИ-3 и ЖБИ-4, фарфоровый завод, фабрика пианино «Приморье», ковровая, мебельная и бельевого трикотажа, а также филиал объединения «Агропушнина» в посёлке Олений.
В 2004 году в городскую черту Артёма были включены упразднённые посёлки городского типа Угловое, Заводской и Артёмовский, что значительно увеличило численность населения города с 64 тыс. до более чем 100 тыс. жителей.

## Физико-географическая характеристика

### Географическое положение
Город расположен в северной части полуострова Муравьёва-Амурского, в 36 км к северо-востоку от центра Владивостока, в межгорной котловине. Площадь городского округа составляет 517,59 км². Географическая широта — 43°21', долгота — 132°11'. Средняя высота над уровнем моря — 40 метров.
Рельеф города представляет собой обширную межгорную котловину, окружённую среднегорьем, с абсолютными высотами не более 700 метров над уровнем моря. Выделяют три основных уровня: на севере и северо-востоке — водораздельный уровень низкогорья, высоты в котором колеблются между отметками в 300—700 метров; в южных районах — холмисто-увалистое предгорье с относительными высотами 100—200 метров; основная территория — речные террасы с максимальной высотой 54 метра. Ещё около 5 % территории Артёма занимает юго-западная окраина Шкотовского базальтового плато, местами занятого болотами.
С севера город опоясывает горный массив хребта Пржевальского. С юга — сопки полуострова Муравьёва-Амурского. Наибольшие высоты в пределах города отмечаются для гор Пржевальского. Самая высокая точка — безымянная высота в 700 метров. В межгорной котловине высоты не превышают 30-40 метров, поэтому в общем рельефе выделяется Орловская сопка высотой 54 метра.

### Гидрография

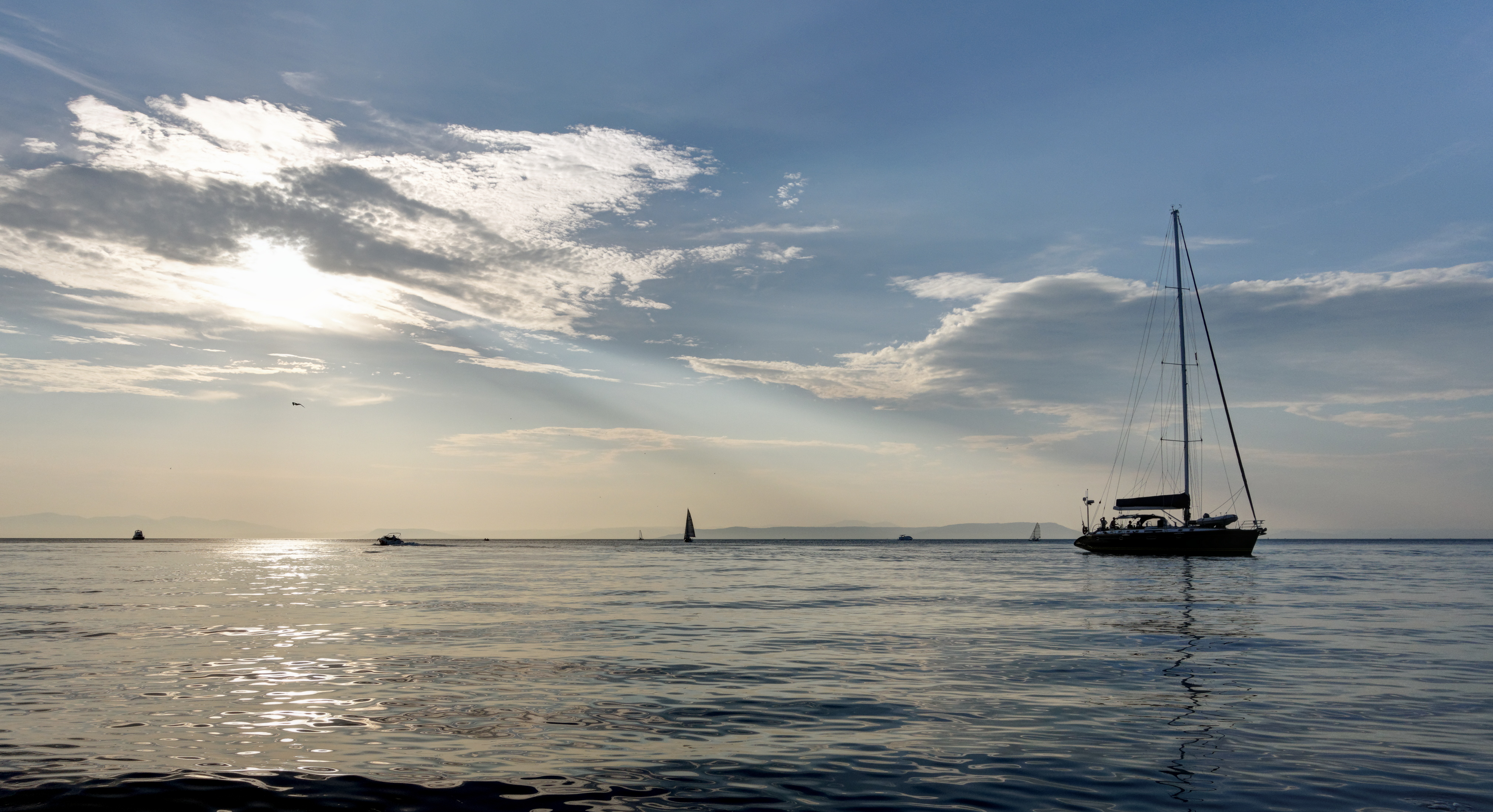
Амурский залив.

Городской округ имеет выходы к Амурскому и Уссурийскому заливам. Угловой залив (северо-восточная часть Амурского залива) отличается низменным берегом, очень полого понижающимся под уровень моря. Здесь распространены лагуны с песчаным, глинистым дном и незначительными глубинами. Берег залива сильно изрезан устьями небольших рек Песчанки и Сапёрки, вдаль него протянулась узкая каменистая и песчано-глинистая полоса, обрываемая скалами.
Берега Муравьиной бухты (северная часть Уссурийского залива) представляют собой типично риасовые берега (возникающие при затоплении прибрежных сегментов речных долин), богатые заливами и островами. Вдоль берега моря простирается узкий (5-20 метров) каменистый и песчано-галечниковый пляж, прерываемый скалами. Летом температура воды достигает +22°, зимой заливы покрываются льдом.
Артём имеет густую речную сеть. Реки равнинные, с ярко выраженным паводочным режимом и дождевым питанием. Самая крупная река на территории города — Кневичанка (Батальянза), приток Артёмовки (Майхэ). Её бассейн занимает свыше 80 % территории Артёма. Наиболее крупные притоки Кневичанки — Болотная, Орловка, Ивнянка, Пушкарёвка, Зыбунный Ключ, Пушкарёв Ключ, Озёрные Ключи, Безымянный Ключ, Соловейцев Ключ и другие.
Среди озёр самые крупные: Орловское площадью 0,8 на 0,6 км и Кролевецкое площадью 1,5 на 1 км. Их отличают заболоченные берега и увеличение объёма вдвое после прохождения тайфунов.

### Климат
Климат Артёма умеренный муссонный, с чертами континентального. Зимой территория города подвержена влиянию сибирского антициклона, приносящего холодный воздух с континента. В связи с этим, зимний период продолжительный, сухой и морозный, с большим количеством ясных дней. За холодный период выпадает всего 13 % от общей годовой суммы осадков. Минимум месячных осадков приходится на январь-февраль. Устойчивый снежный покров образуется в конце первой декады декабря и полностью сходит в начале апреля. Снег держится в среднем 98 дней. Температура в зимнее время колеблется от −10°С в декабре до −12°С в феврале.
Весной температура воздуха резко возрастает, усиливается ветер. В этот период происходит подготовка смены зимнего муссона летним, который направлен с океана на материк. Среднесуточная температура колеблется в пределах 0°С.
В начале лета преобладает пасмурная погода, с частыми дождями. Невысокие температуры сочетаются с высокой влажностью воздуха — 88—95 %. С июля по сентябрь стоит жаркая солнечная погода. В летний период на Артём усиливается влияние тихоокеанских тайфунов, их количество в разные годы неодинаково и колеблется от двух до восьми. На самый тёплый месяц август приходится максимум осадков — 120 мм. Осень в городе сухая и тёплая.
| Показатель                                             | Янв.  | Фев.  | Март  | Апр.  | Май  | Июнь | Июль | Авг. | Сен. | Окт. | Нояб. | Дек.  | Год   |
| ------------------------------------------------------ | ----- | ----- | ----- | ----- | ---- | ---- | ---- | ---- | ---- | ---- | ----- | ----- | ----- |
| Абсолютный максимум, °C                                | 5,3   | 11,6  | 16,1  | 27,6  | 29,2 | 32,1 | 34,4 | 36,6 | 31,0 | 26,2 | 18,7  | 8,7   | 36,6  |
| Средний суточный максимум, °C                          | −8,8  | −4,9  | 2,0   | 11,3  | 17,6 | 22,3 | 25,1 | 25,5 | 20,4 | 12,8 | 2,6   | −5,7  | 10,1  |
| Средняя температура, °C                                | −13,6 | −9,8  | −2,3  | 6,4   | 12,4 | 17,1 | 20,3 | 20,9 | 15,7 | 8,0  | −1,7  | −10,3 | 5,3   |
| Средний суточный минимум, °C                           | −17,8 | −14,6 | −6,9  | 1,2   | 7,3  | 12,2 | 15,9 | 16,7 | 11,2 | 3,8  | −5,2  | −14,1 | 0,9   |
| Абсолютный минимум, °C                                 | −31,1 | −29,1 | −23,7 | −10,4 | −0,9 | 4,9  | 8,2  | 10,5 | 1,5  | −8,1 | −21,9 | −26,9 | −31,1 |
| Норма осадков, мм                                      | 13    | 7     | 14    | 26    | 59   | 75   | 124  | 119  | 82   | 38   | 21    | 11    | 588   |
| Источник: Метеостатистика Приморского края MSN Weather |       |       |       |       |      |      |      |      |      |      |       |       |       |

## Население
| 1915     | 1922     | 1923     | 1926     | 1928     | 1929     | 1930     | 1931     | 1933     |
| -------- | -------- | -------- | -------- | -------- | -------- | -------- | -------- | -------- |
| 416      | ↗3000    | ↗4043    | ↗4048    | ↗6800    | ↘4700    | ↗10 000  | ↗10 690  | ↗19 800  |
| 1939     | 1956     | 1959     | 1962     | 1967     | 1970     | 1971     | 1972     | 1973     |
| ↗34 926  | ↗54 000  | ↗55 531  | ↗61 000  | ↗65 000  | ↘61 412  | ↗63 000  | ↗65 000  | ↗66 000  |
| 1974     | 1975     | 1976     | 1979     | 1980     | 1981     | 1982     | 1983     | 1984     |
| ↗69 400  | ↘68 000  | ↗69 000  | ↘68 520  | ↗69 000  | ↗70 000  | ↗71 000  | →71 000  | →71 000  |
| 1985     | 1986     | 1987     | 1989     | 1992     | 1998     | 2000     | 2001     | 2002     |
| ↗72 000  | →72 000  | ↗73 000  | ↘68 887  | ↗70 200  | ↘68 100  | ↘67 000  | ↘66 600  | ↘64 145  |
| 2003     | 2004     | 2005     | 2006     | 2007     | 2008     | 2009     | 2010     | 2011     |
| ↘64 100  | ↘64 000  | ↗102 200 | ↗102 300 | →102 300 | ↗102 445 | ↘102 330 | ↗102 603 | ↘102 512 |
| 2012     | 2013     | 2014     | 2015     | 2016     | 2017     | 2018     | 2019     | 2020     |
| ↗102 757 | ↘102 451 | ↘102 405 | ↗103 925 | ↗105 338 | ↗106 732 | ↘106 692 | ↘106 460 | ↘105 675 |
| 2021     | 2023     | 2024     | 2025     |          |          |          |          |          |
| ↗109 556 | ↘108 690 | ↘108 539 | ↘108 274 |          |          |          |          |          |

На 1 января 2025 года по численности населения город находился на 158-м месте из 1124 городов Российской Федерации.
Население города значительно увеличилось в 2004 году, когда в состав Артёма вошли посёлки Артёмовский, Заводской, Угловое, суммарное население которых по данным переписи 2002 года составляло 37 688 человек.
Возрастная динамика города
|                             | Все население (тыс. жит.) | в том числе в возрасте:  | в том числе в возрасте: | в том числе в возрасте: | в том числе в возрасте: |
| моложе трудоспособного 0—15 | Все население (тыс. жит.) | в том числе дети 1—6 лет | трудоспособном²         | старше трудоспособного  |                         |
| --------------------------- | ------------------------- | ------------------------ | ----------------------- | ----------------------- | ----------------------- |
| 2005                        | 102,2                     | 16,5                     | 5,2                     | 66,2                    | 19,5                    |
| 2006                        | 102,3                     | 16,1                     | 5,4                     | 66,6                    | 19,6                    |
| 2007                        | 102,3                     | 15,7                     | 5,7                     | 66,8                    | 19,8                    |
| 2011                        | 102,8                     | 16,2                     | 6,7                     | 64,0                    | 22,6                    |

²Мужчины 16—59 лет, женщины 16—54 года.

## Административное устройство
Артём в рамках административно-территориального устройства является городом краевого подчинения, в состав которого входят исторически сложившиеся земли четырёх территориальных управлений («Угловое», «Шахта „Амурская“», «Артёмовский» и «Заводской») и пять сёл (Кневичи, Кролевцы, Олений, Суражевка и Ясное). В рамках организации местного самоуправления, вместе они составляют единое муниципальное образование Артёмовский городской округ. Ранее администрации Артёма подчинялись также посёлки городского типа Артёмовский, Заводской, Угловое, которые в 2004 году были упразднены и включены в черту города.

### Органы власти

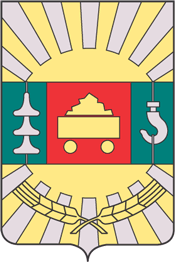
Герб (1972)

Уставом города утверждена следующая структура органов местного самоуправления:
- Дума Артёмовского городского округа (Дума города Артёма) — представительный орган муниципального образования
- Глава Артёмовского городского округа (глава города Артёма) — высшее должностное лицо муниципального образования
- Администрация Артёмовского городского округа (администрация города Артёма) — исполнительно-распорядительный орган муниципального образования
- Контрольно-счётная палата Артёмовского городского округа — контрольно-счётный орган муниципального образования

Впервые Дума города была избрана 15 января 1995 года в количестве 9 депутатов. Статус Думы определён постановлением от 7 февраля 1995 года № 2 «О наименовании законодательного (представительного) органа государственной власти города Артёма». Действующая Дума седьмого созыва избрана 14 октября 2012 года. Численность депутатов составляет 25 человек.
С 2020 года главой городского округа является Квон Вячеслав Васильевич.

## Экономика
Артём, являясь одним из четырёх городов Приморья с численностью населения более 100 тысяч человек, вносит заметный вклад в экономику региона. На 2013 год его удельный вес в добыче полезных ископаемых составлял 4,1 %, в производстве и распределении электроэнергии, газа и воды — 8,1 %, строительстве — 4,1 %, обороте розничной торговли — 10,9 %, инвестициях в основной капитал — 2 %. На конец 2017 года Артём занимал второе место среди муниципалитетов Приморского края по обороту общественного питания (19 % от краевого оборота) и пятое место среди городских округов по объёму отгруженной продукции собственного производства и обороту крупных и средних организаций. По занятости населения в городе лидирует сфера транспортировки и хранения (работает 17,95 % горожан), далее следуют государственное управление (14,58 %), образование (14,6 %), здравоохранение (10,37 %), культура и спорт (6,79 %), сельское хозяйство (6,95 %), торговля (5,96 %), обрабатывающие производства (5,68 %) и др.

### Промышленность и торговля
В городе представлены пищевая, полиграфическая, металлургическая промышленности, производство транспортных средств (сборка грузовиков FAW) и мебели. За 2017 год крупными и средними предприятиями промышленности было отгружено товаров на сумму 9731,9 млн руб. Наибольшую долю в промышленном производстве за 2015 года по крупным и средним организациям составляли обрабатывающие производства — 59,3 %. Среди них: пищевая промышленность — 46,1 %, производство готовых металлических изделий, предоставление услуг по ремонту и техническому обслуживанию электрического оборудования, производство автомобилей — 41,1 %, полиграфия — 0,02 %, производство прочих неметаллических минеральных продуктов — 9,1 %.
Среди крупных промышленных предприятий: «Михайловский Бройлер», «Артёмовский хлебокомбинат», «Артёмовское предприятие промышленного железнодорожного транспорта», молокозавод «Артёмовский», «Дробильно-сортировочный завод», «Завод ЖБИ-3», «Артёмовский завод ЖБИ», «Успех-Полимерстрой».
Объём добычи полезных ископаемых в 2015 году в денежном выражении составил 434,2 млн руб. (на 4,5 % меньше, чем в 2014-м). На территории городского округа ведётся добыча каменного угля и нерудных строительных материалов. Крупнейшее угледобывающее предприятие города — «Кингкоул Дальний Восток». За 2015 год организациями, занятыми в производстве и распределении тепловой энергии и воды отгружено товаров на сумму — 4121,6 млн руб. Крупнейшим предприятием отрасли является Артёмовская ТЭЦ.
Оборот розничной торговли Артёма в 2015 году достиг 12871,1 млн руб. (годовой рост — 8,8 %). Большая часть товарооборота приходится на долю субъектов малого предпринимательства — 5759,5 млн руб. (44,7 %), на долю крупных и средних предприятий — 5785,4 млн руб. (45 %), на рынки — 1326,2 млн руб. (10,3 %). Оборот предприятий общественного питания за 2015 год составил 1829,3 млн руб.

### Логистика
Артём — крупный логистический центр. В городе расположен международный аэропорт, через него проходит международный транспортный коридор «Приморье-1», Транссибирская магистраль, федеральная трасса «Уссури». В Артёме действует «Авиаполис Янковский» — индустриально-промышленный парк, развиваемый компанией DNS Development, крупнейшее предприятие в Приморском крае по организации систем хранения и логистики. На 2016 год располагает тремя складскими комплексами площадью 19,2, 7,5 и 28,5 тысяч м². Базируются крупные компании в сфере обслуживания воздушного транспорта: «Авиалифт Владивосток» (вертолётные перевозки), авиакомпания «Аврора», «Аэро-груз», «Карго-Владивосток».

### Туризм и игорный бизнес
На территории городского округа расположена одна из четырёх игорных зон России — «Приморье». Под строительство инфраструктуры игорной зоны отведено 620 гектаров земли в курортной зоне Уссурийского залива на берегу бухты Муравьиная у мыса Черепаха. Единственное построенное на сегодня казино «Хрустальный тигр» посетили 100 тыс. человек. С октября 2015 года по февраль 2016-го его выручка составила 1,979 млрд рублей, а ежемесячные налоговые отчисления в бюджет города равняются 7 млн рублей. В планах — постройка четырёх пятизвёздочных отелей, семи четырёхзвёздочных и четырёх трёхзвёздочных, 12 гостевых вилл, яхт-клуб, многофункционального торгово-выставочного комплекса.
В феврале 2016 года был открыт горнолыжный курорт «Синяя сопка». Горнолыжный центр расположен на сопке Синяя, на высоте 447 метров, общая площадь — 110 га.

## Транспорт

### Автомобильный транспорт
Центральной транспортной артерией является четырёхполосная дорога, проходящая через весь город по улицам Фрунзе и Кирова. К северу от основной жилой застройки проходит трасса 05А-608 «Артём — Находка — Порт Восточный», ранее проходившая непосредственно через город, по центральным улицам, что сильно осложняло ситуацию с дорожным движением. В сентябре 2016 года было завершено строительство объездной магистрали, которая приняла на себя основной поток транзитного транспорта, следующего в Находку и Порт Восточный.

### Общественный транспорт
Единственным видом общественного транспорта Артёма является автобус.
По состоянию на 1 июля 2024 года, стоимость проезда по городу составляет 40 рублей, в пределах городского округа — до 70 рублей. В 80-е годы планировалось продление контактной линии Владивостокского троллейбуса до аэропорта, в настоящее время о подобных планах не сообщается.

### Междугородный транспорт
В границах города расположено 7 железнодорожных станций и остановочных пунктов, через которые можно добраться во Владивосток, Находку, Партизанск: «Геологическая» — «Угловая» — «Артём», железнодорожная линия «Артём» — «Аэропорт» (станция аэропорта «Владивосток»), железнодорожная линия «Артём» — «Артём-1» — «Артём-2» — «Артём-3» и далее на Партизанск и Находку.
Вблизи станции «Артём-2» строится транспортно-логистический центр — сухой порт «Артём».
Через Артём проходят основные внутрикраевые и местные автобусные маршруты, с помощью которых можно добраться практически в любую точку Приморского края — автовокзал и центральная остановка.

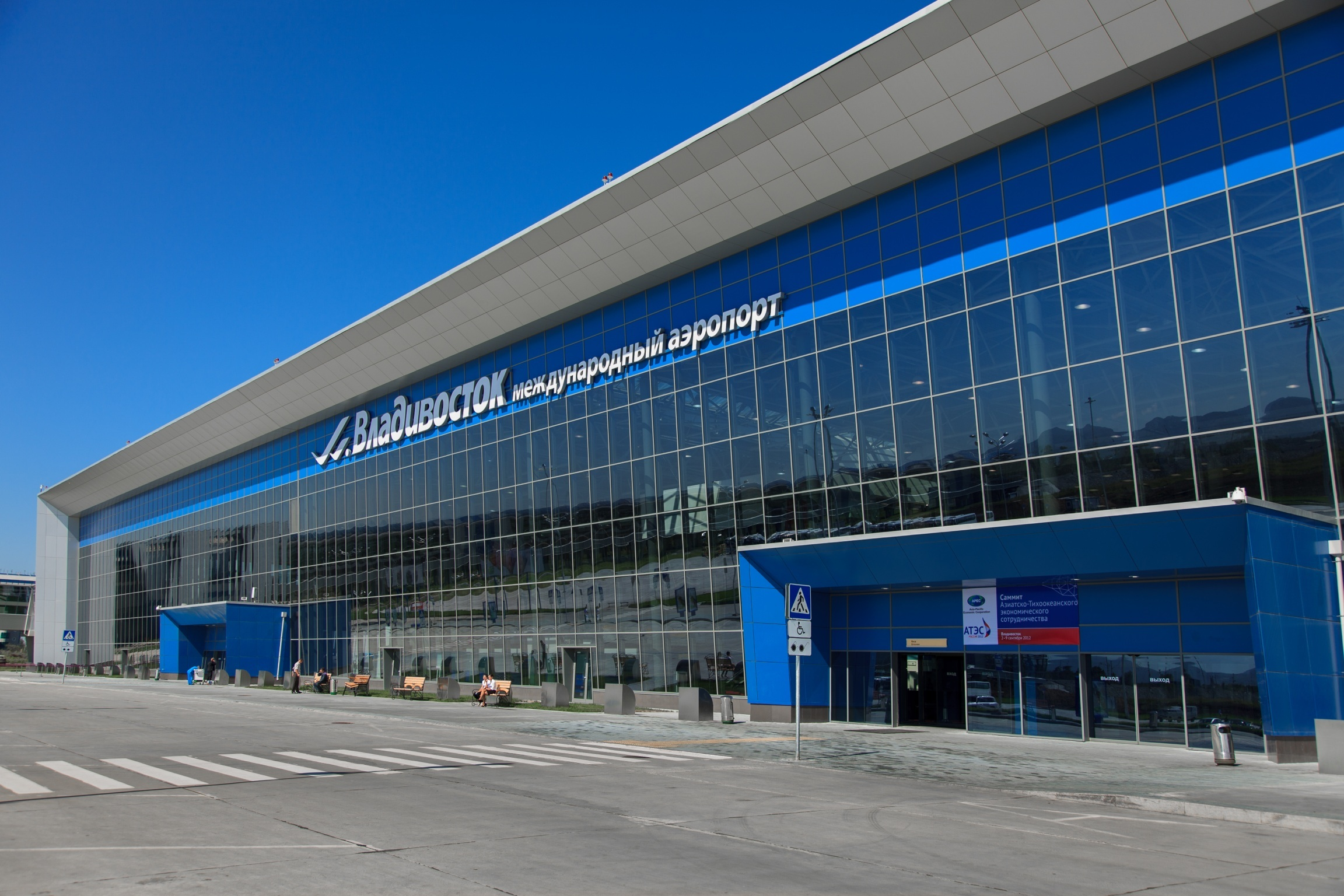
Международный аэропорт Владивосток.

Через Артём проходит международный транспортный коридор «Приморье-1», существующий для контейнерных перевозок между северными провинциями Китая и странами Азиатско-Тихоокеанского региона. Маршрут соединяет порты Владивостока с китайскими Харбином и Суйфэньхэ железнодорожными и автодорогами. За 2015 год по нему было перевезено товаров общим весом 835,5 тонны брутто.
На территории города расположен международный аэропорт Владивосток — один из крупнейших на Дальнем Востоке. К саммиту АТЭС 2012 он был модернизирован и в настоящее время может принимать воздушные суда всех типов. Его маршрутная сеть насчитывает более 30 направлений, полёты по которым постоянно совершают компании «Аэрофлот — Российские авиалинии», «S7 Airlines», «Аврора», «Якутия», «Уральские авиалинии», «КрасАвиа», «ИрАэро», Pegas Fly, Asiana Airlines, Korean Air, Air Koryo, China Southern Airlines и др. В 2015 году аэропорт обслужил 1 млн 698 тыс. пассажиров, став 17-м по загруженности в России.

## Связь
Фиксированная связь
Телефонный код города — 42337; нумерация городских телефонов — пятизначная. Для юр. лиц доступна возможность подключения городских номеров Владивостока.
Сотовая связь
В городе работают 6 операторов сотовой связи: МТС, Мегафон, Билайн, Yota, Tele2, СберМобайл, Тинькоффмобайл
Интернет
Услуги проводного доступа в Интернет в городе предоставляется несколькими провайдерами:
АльянсТелеком (ранее, Artem-CATV), Подряд, VladLink, Ростелеком (ранее, Дальсвязь)

## Образование
- Владивостокский государственный университет (филиал)
- Артёмовский колледж сервиса и дизайна (бывший «Профессиональный лицей № 19»)
- Промышленный колледж энергетики и связи (филиал)
- Приморский строительный колледж
- Дальневосточный колледж финансов и права

## Культура и искусство

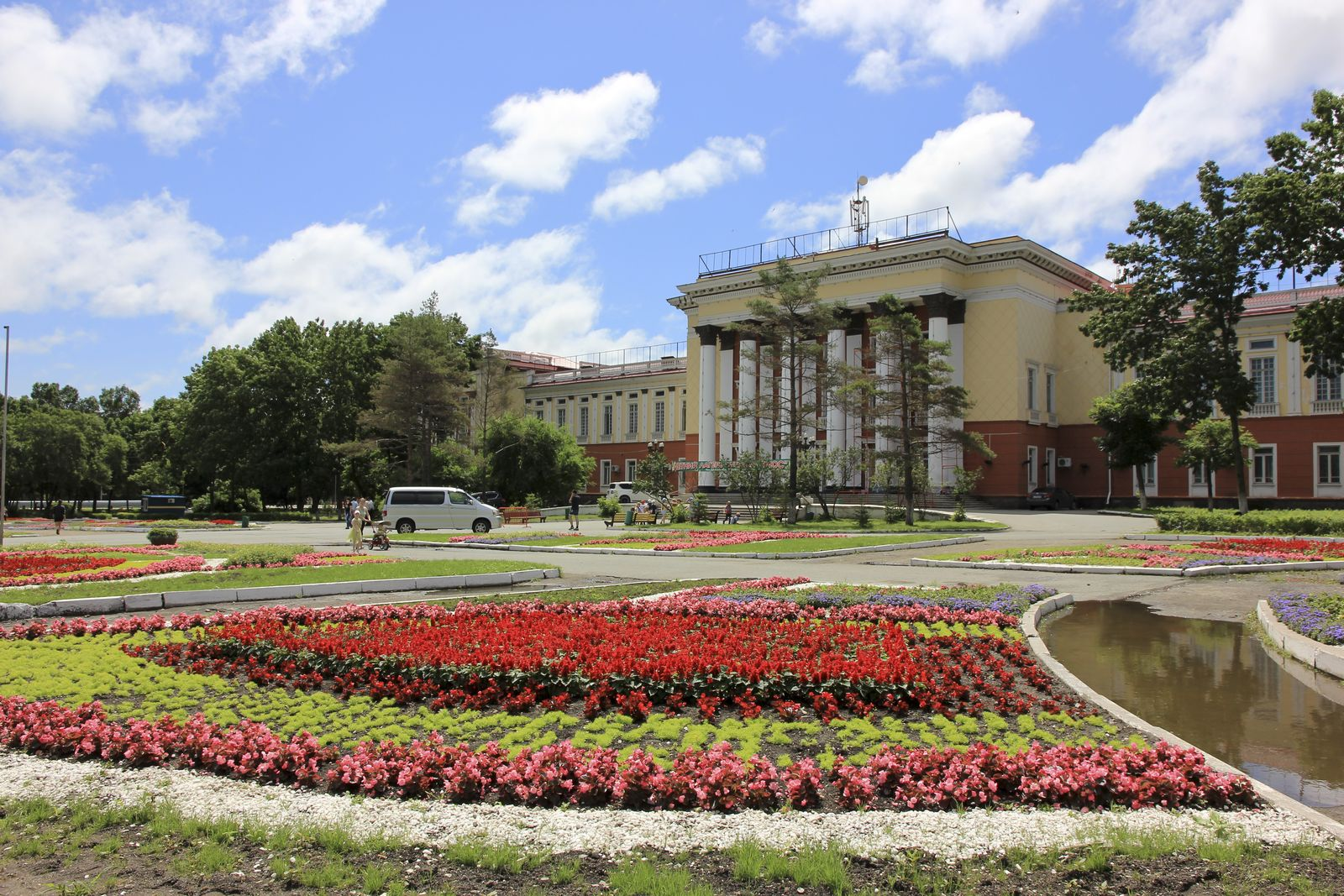
Дворец культуры угольщиков

Памятник Ленину

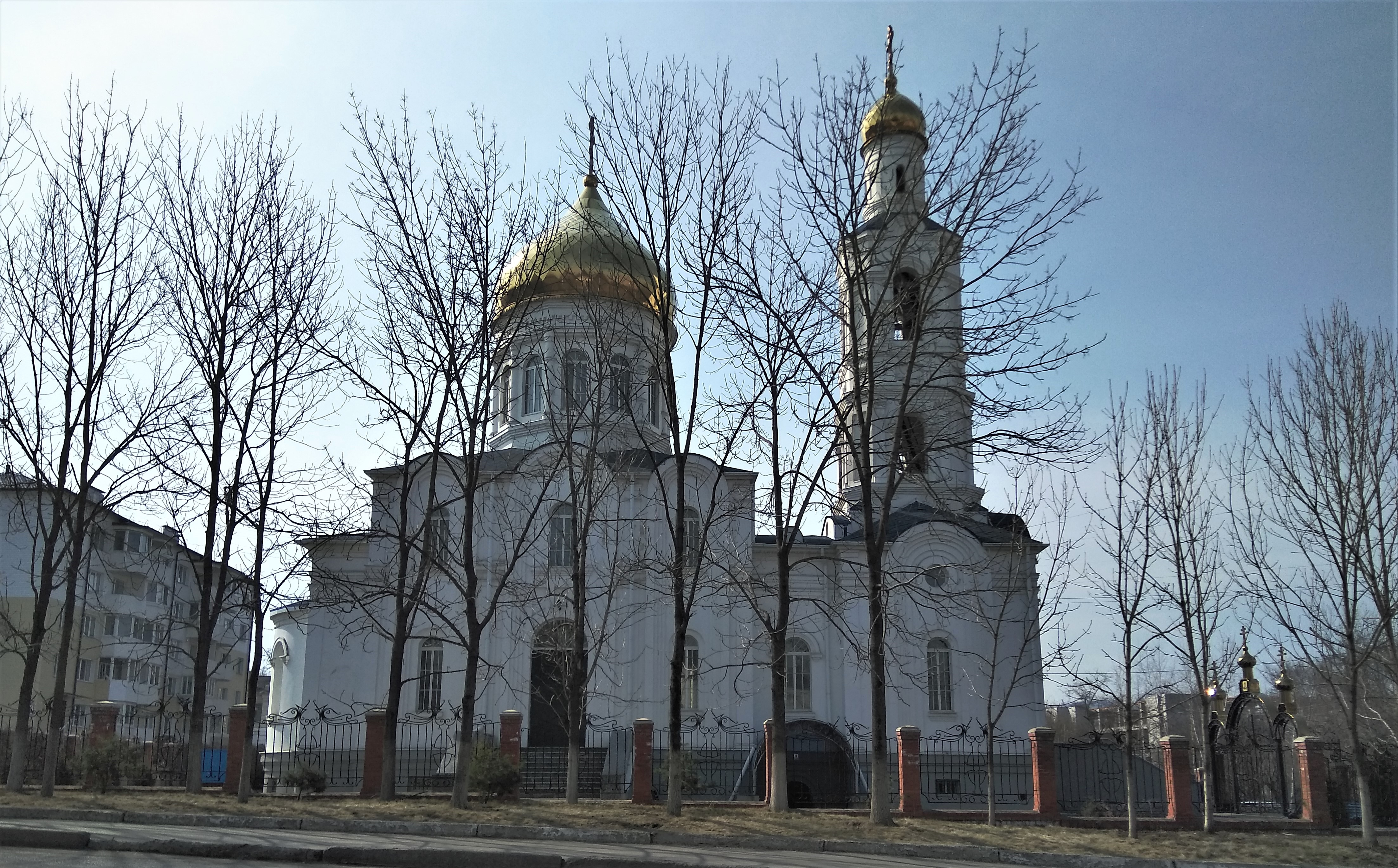
Богоявленский собор

- Историко-краеведческий музей города Артёма
- Выставочный центр «Галерея»

Дворец и дома культуры
- Городской дворец культуры (бывший Дворец культуры угольщиков)
- 8 домов культуры входящих в состав МКУК «ЦСКДУ»:
  - Дом культуры шахты «Амурская»
  - Дом культуры села Кневичи
  - Дом культуры села Ясное
  - Дом культуры «Индустрия» (пос. Заводской)
  - Дом культуры «Любава» (село Суражевка)
  - Дом культуры «Диана» (ТУ «Артёмовский»)
  - Дом культуры имени Артёма (ТУ «Артёмовский»)
  - Дом культуры села Оленье

Кинотеатры
- «Шахтёр»

Школы искусств
- Детская школа искусств № 1
- Детская школа искусств № 2

Театры
- Детский образцовый театр «Экран»

## Спорт
В 1990-е годы Артём был представлен футбольным клубом «Шахтёр», выступавшим во второй лиге чемпионата страны. В настоящее время спортивные клубы Артёма участвуют в различных общекраевых, общероссийских и международных первенствах.

#### Основные спортивные объекты
- СТК «Приморское кольцо»
- Центр зимних видов спорта «Синяя сопка»
- МУ «Центр физической культуры и спорта г. Артёма» (включает в себя плавательный бассейн, ледовый дворец, многофункциональный физкультурно-оздоровительный комплекс)
- Стадион «Угольщик»

#### Спортивные команды и клубы города
- Парашютный клуб «Седьмое небо»
- Футбольный клуб «Авиатор»
- Хоккейная команда «Энергия»
- Детско-юношеский Яхт-клуб «РИФ» (воспитанники неоднократно побеждали на международных соревнованиях в странах АТР).
- Детско-юношеская спортивная школа «Феникс»
- Детско-юношеская спортивная школа «Темп»
- Спортивный боксёрский клуб «Мужество»
- Федерация САМБО и Дзюдо города Артёма (спортивный клуб «Мастер»)

## Средства массовой информации
Газеты и журналы
- «Артём»
- «Артём +»
- «Виктория»
- «Выбор»
- «PROмолодёжь»
- «Кварталы»

Телевидение
- «ТВ-Сервис» + ретрансляция «ТНТ» — 24 канал
- Муниципальный телеканал «Лента» (бывш. Артём-ТВ) — кабельные сети
- Краевой телеканал «ОТВ-Приморье» — 38 канал + кабельные сети.

Радио
- «Радио Дача» 90,1 FM
- «Радио Маяк» 93,6 FM
- «Вести FM» 98,6 FM
- «Радио России» / «Приморское Радио» 99,9 FM
- «Радио AVN» 101,0 FM (с мая 2010)
- «Авторадио Артём» 106,1 FM (с мая 2017)

Приём большинства радиостанций Владивостока неуверенный и зависит от района города.

## Военные объекты

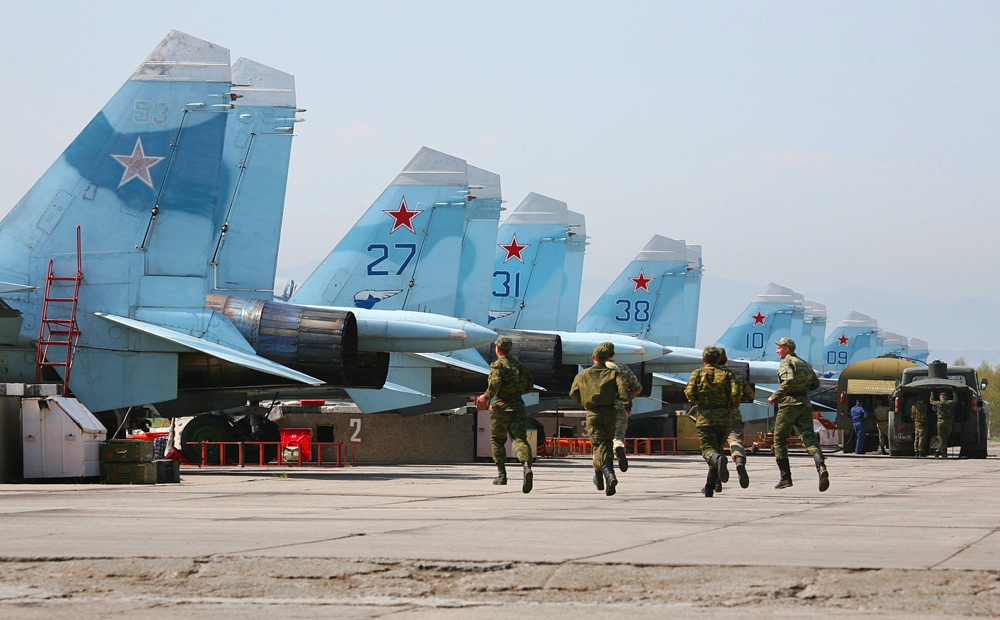
Авиабаза в 2009 году.

- Авиабаза «Центральная Угловая» (В/Ч 77994), на которой дислоцирован 22-й Гвардейский Красного Знамени истребительный авиационный полк ВВС России. Располагается в районе Угловое, в 9 км юго-западнее Международного Аэропорта «Владивосток».

Авиабаза построена во второй половине 1950-х годов для замены аэродрома «Угловая Южная». С момента постройки на аэродроме базировался 22-й Гвардейский истребительный авиационный полк ПВО СССР, переформированный Приказом Народного Комиссара военно-морского флота Союза ССР от 25 сентября 1945 года из 6-го истребительного авиаполка авиации Тихоокеанского флота.
В разные годы на авиабазе базировались: Р-63 Кингкобра, МиГ-15, МиГ-17, МиГ-19, Су-9, Як-25, МиГ-23, Су-27.
- Аэродром совместного базирования «Западные Кневичи». Ранее базировались: управление 25-й морской ракетоносной авиационной Рананской дважды Краснознамённой дивизии ВВС ВМФ имени Героя Советского Союза Острякова (самолёты Ту-134, Ту-154), 183-й морской ракетоносный полк (самолёты типа Ту-16, затем Ту-22М2) — носители ядерного оружия, 593-й транспортный авиаполк (Ан-12, Ан-24, Ан-26). Сейчас базируется транспортный авиационный отряд обеспечения штаба ТОФ: три Ан-26, 1 Ил-18 и два Ту-134.
- Аэродром «Озёрные Ключи» — базируется 7-й отдельный авиаотряд ФСБ.
- В/Ч 61230 «Рассвет» — связь.